# Артюхин, Иван Дмитриевич
Иван Дмитриевич Артюхин — советский политический деятель, депутат Верховного Совета СССР 1-го созыва (1938—1946).

## Биография
Родился в 1902 году. Член ВКП(б) с 1937 года.
С 1921 года — на хозяйственной, общественной и политической работе. В 1921—1950 годах — студент Московского государственного университета, на партийной и государственной работе в органах образования, директор школы в Егорьевске, председатель Центрального комитета профсоюза работников начальных и средних школ, заместитель начальника, начальник Отдела народного образования Группы советских войск в Германии.

### Политическая деятельность
Был избран депутатом Верховного Совета СССР 1-го созыва от Московской области в Совет Союза в результате выборов 12 декабря 1937 года.